# 披露山公園
披露山公園（ひろやまこうえん）は、神奈川県逗子市新宿の披露山の頂上にある逗子市立の都市公園（風致公園）である。

## 概要
披露山の山頂（標高92m）に位置する公園である。眺望がよいことで知られ、三浦半島や相模湾の景色を一望できる。また園内では、ニホンザルや水鳥などの動物を飼育している。
レストハウスが営業し、大崎公園・浪子不動へと向かうハイキングコースも整備されている。
戦時中は海軍の小坪高角砲台として2連装12.7センチ高角砲2基と高射装置(Director)を備えた鉄筋コンクリート製の円形砲座3基と、同じく鉄筋コンクリート製の半地下式の指揮所が存在した。指揮所跡にレストハウスを設け、砲台のすり鉢型の砲座跡を猿舎と展望台、花壇に利用している。
「関東の富士見百景」、「かながわの景勝50選」及び「かながわの公園50選」に選定されている。

## 交通
- 逗子駅・逗子・葉山駅（北口）より京浜急行バス　鎌40鎌倉駅（東口）行き　に乗車し、披露山入口下車徒歩18分
- 鎌倉駅（東口）より京浜急行バス　鎌40逗子駅・逗子・葉山駅（北口）経由循環鎌倉駅行き　に乗車し、披露山入口下車徒歩18分
- 49台が停められる駐車場が設置されている。駐車場開場時間は午前8時30分～午後4時30分。

## ギャラリー

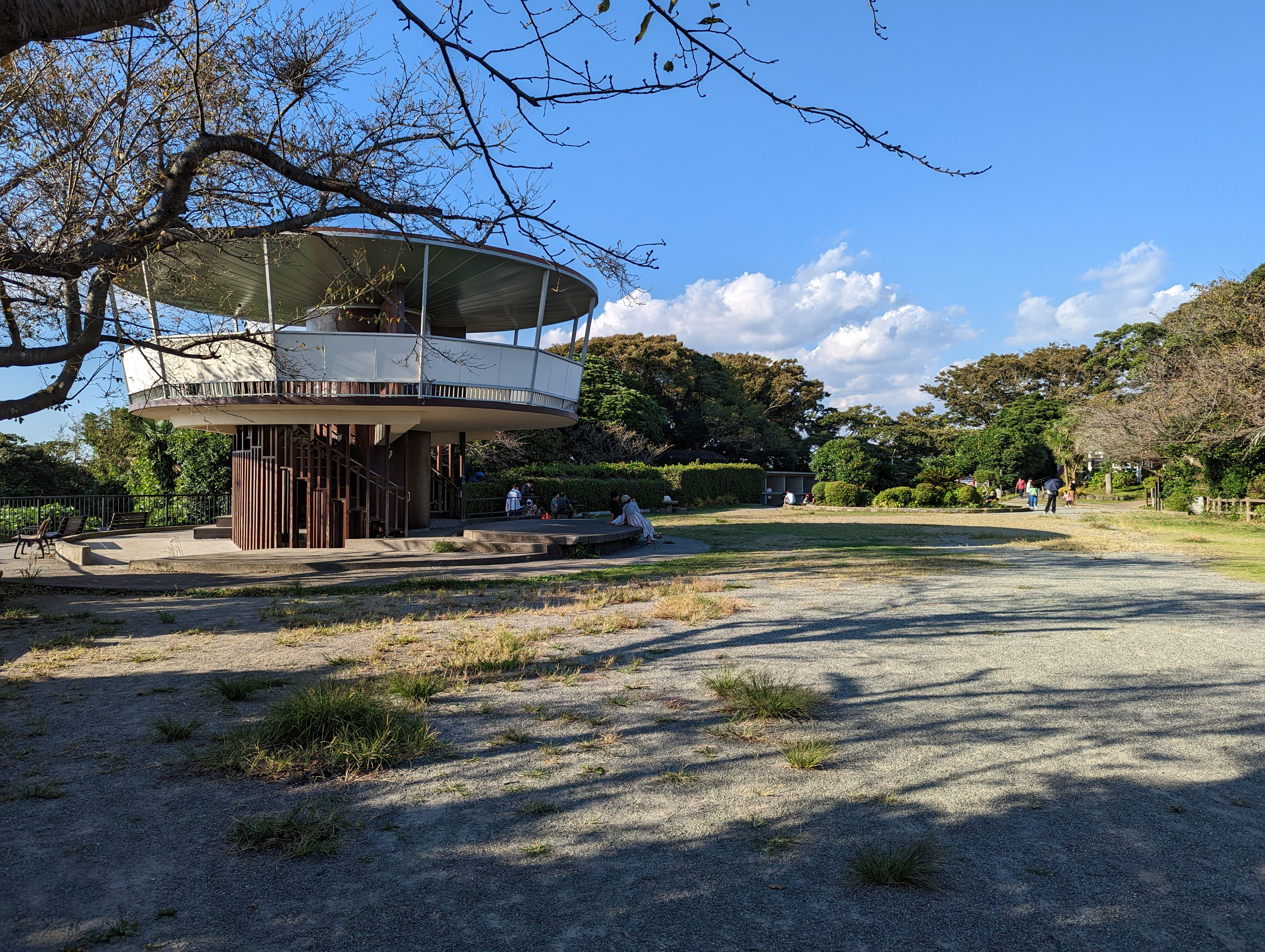
展望台のある広場
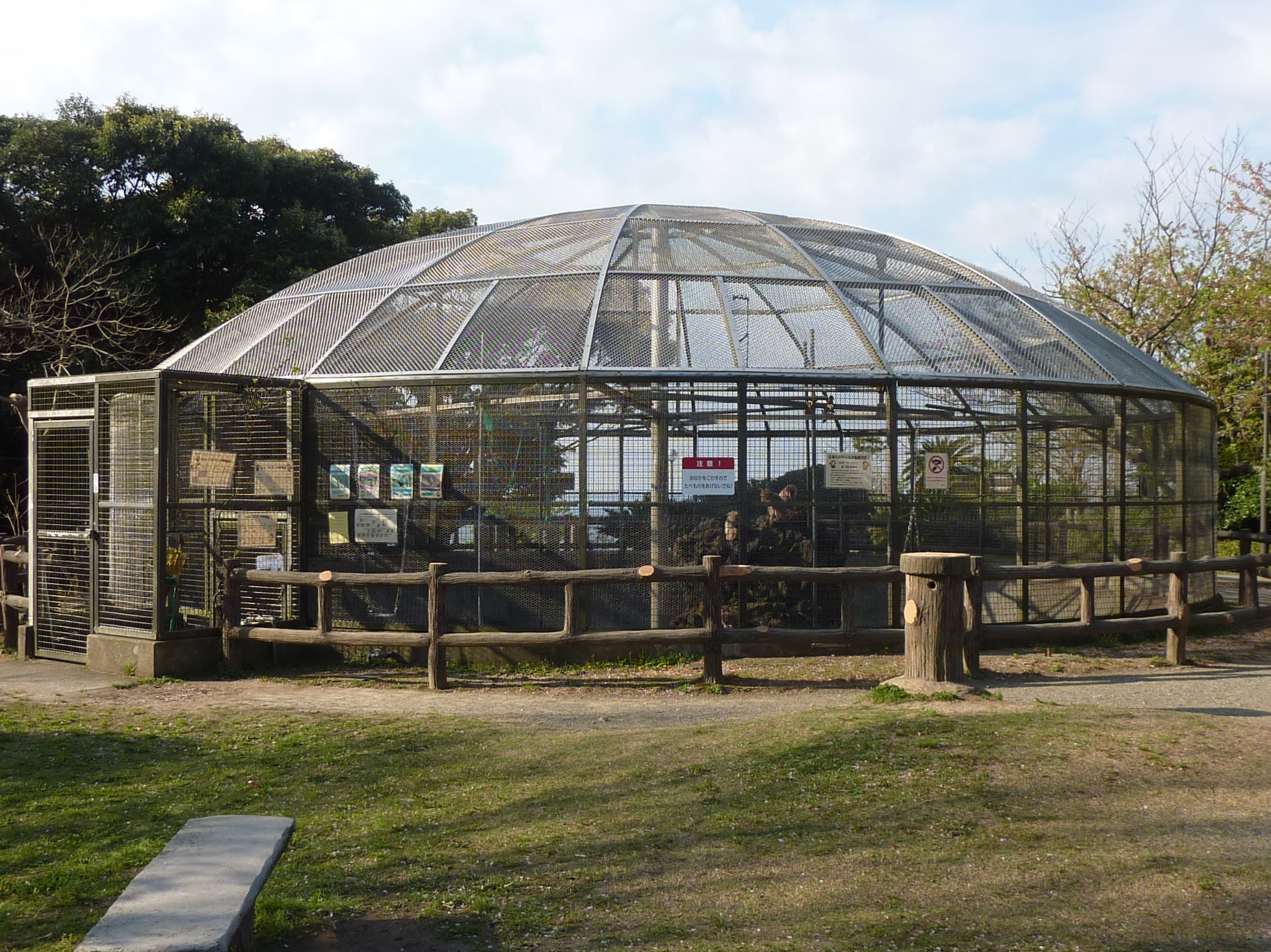
猿舎
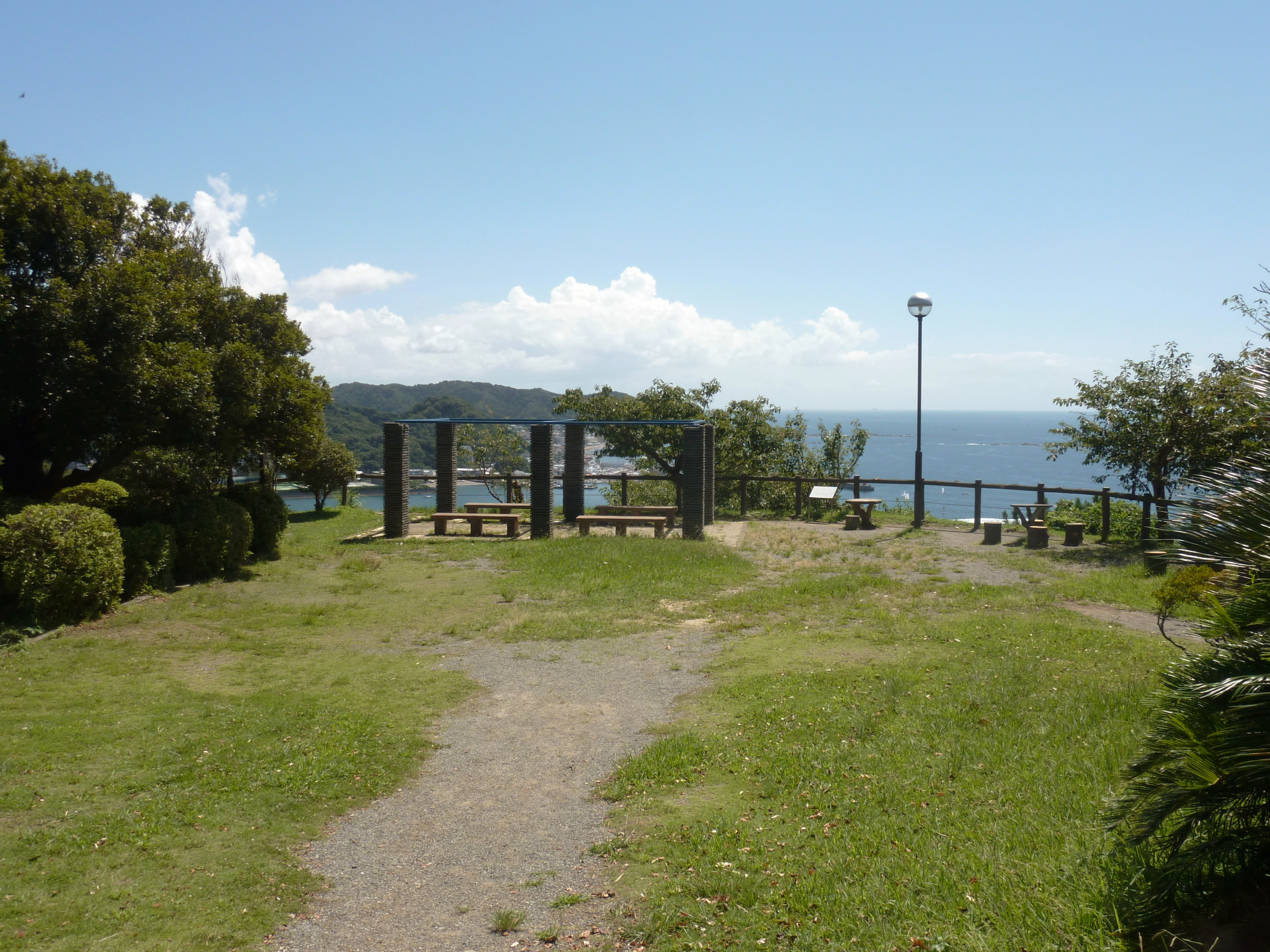
猿舎南側の広場
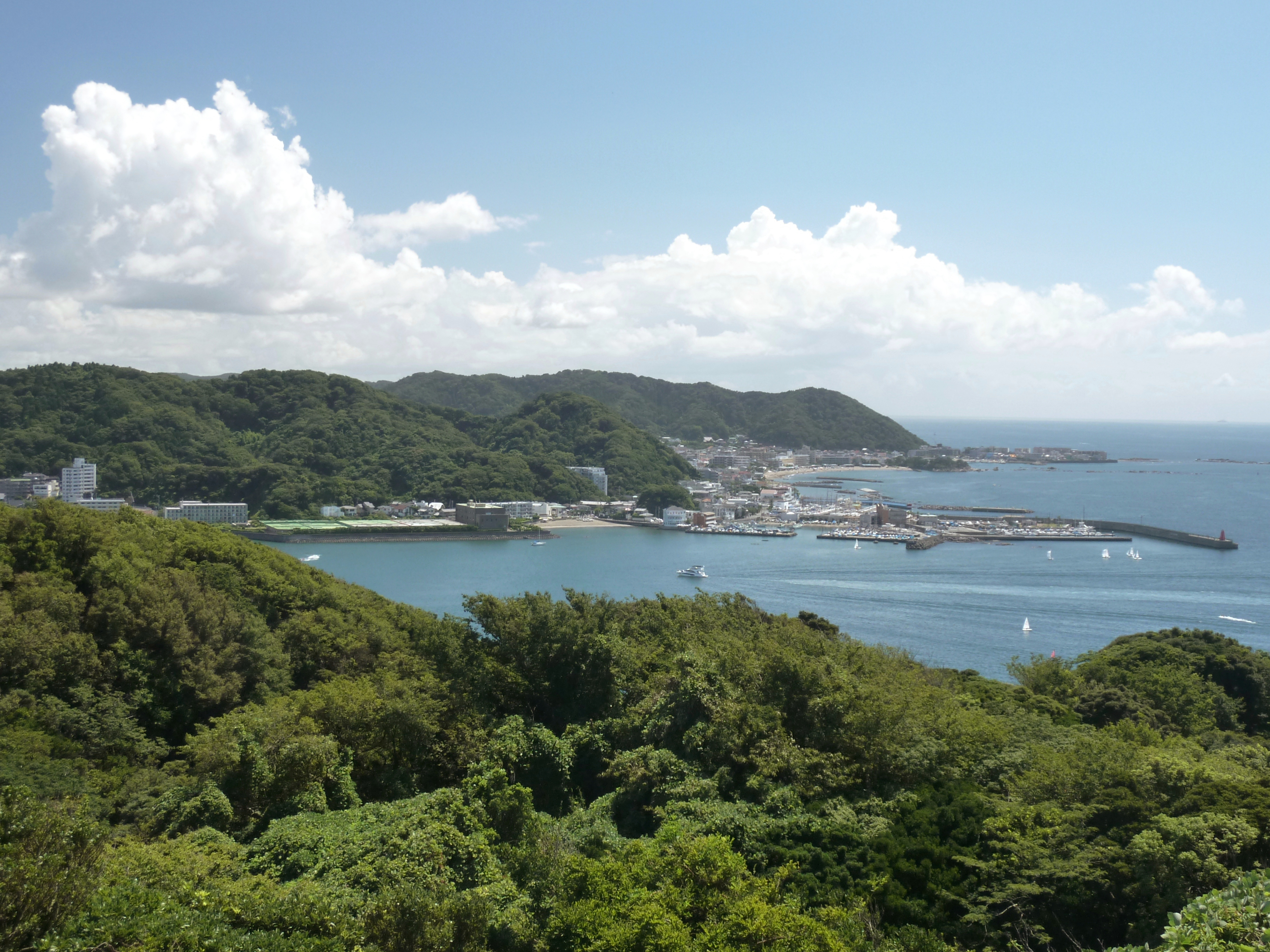
葉山町方面の眺め
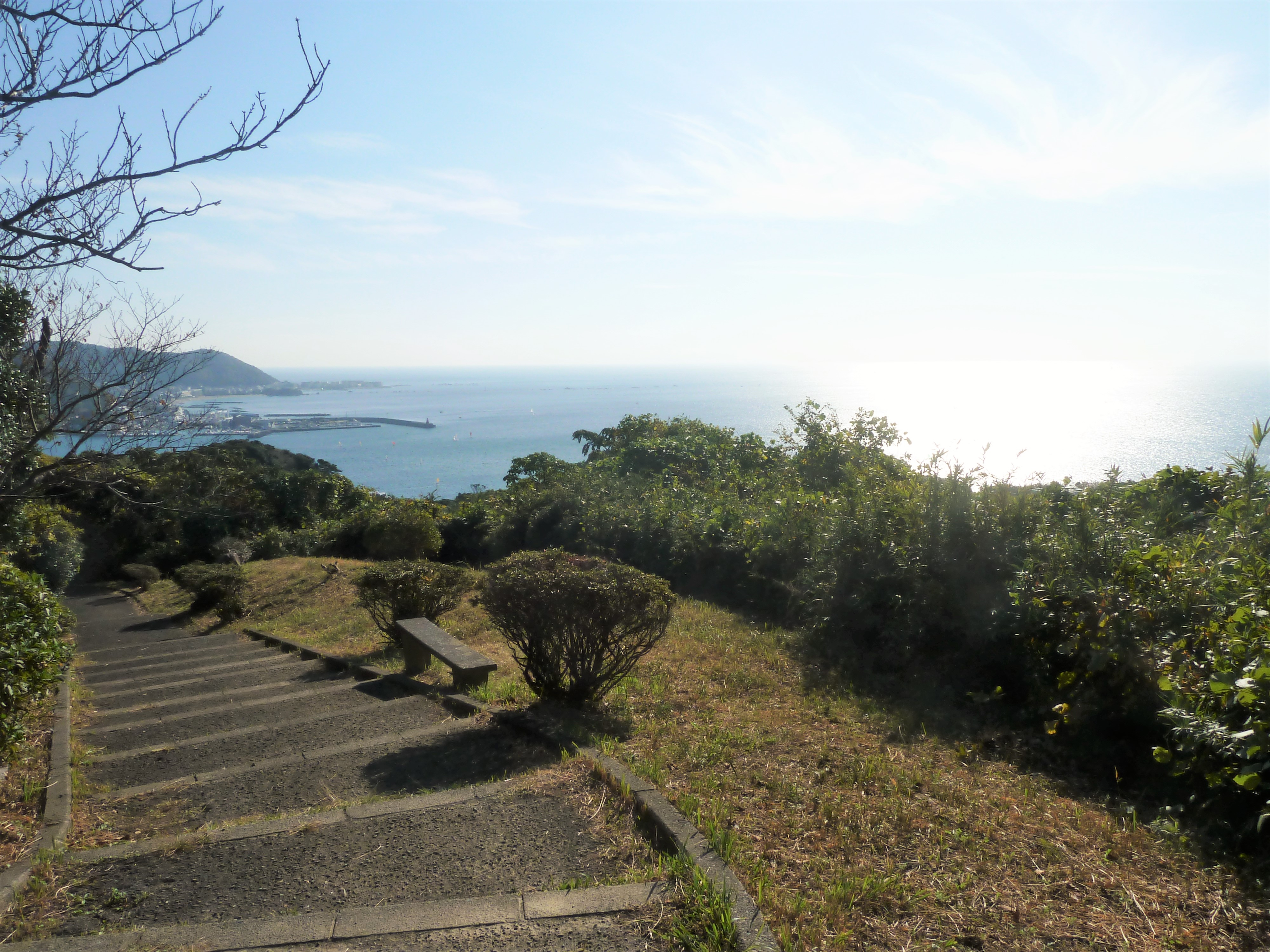
園路からも海が望める
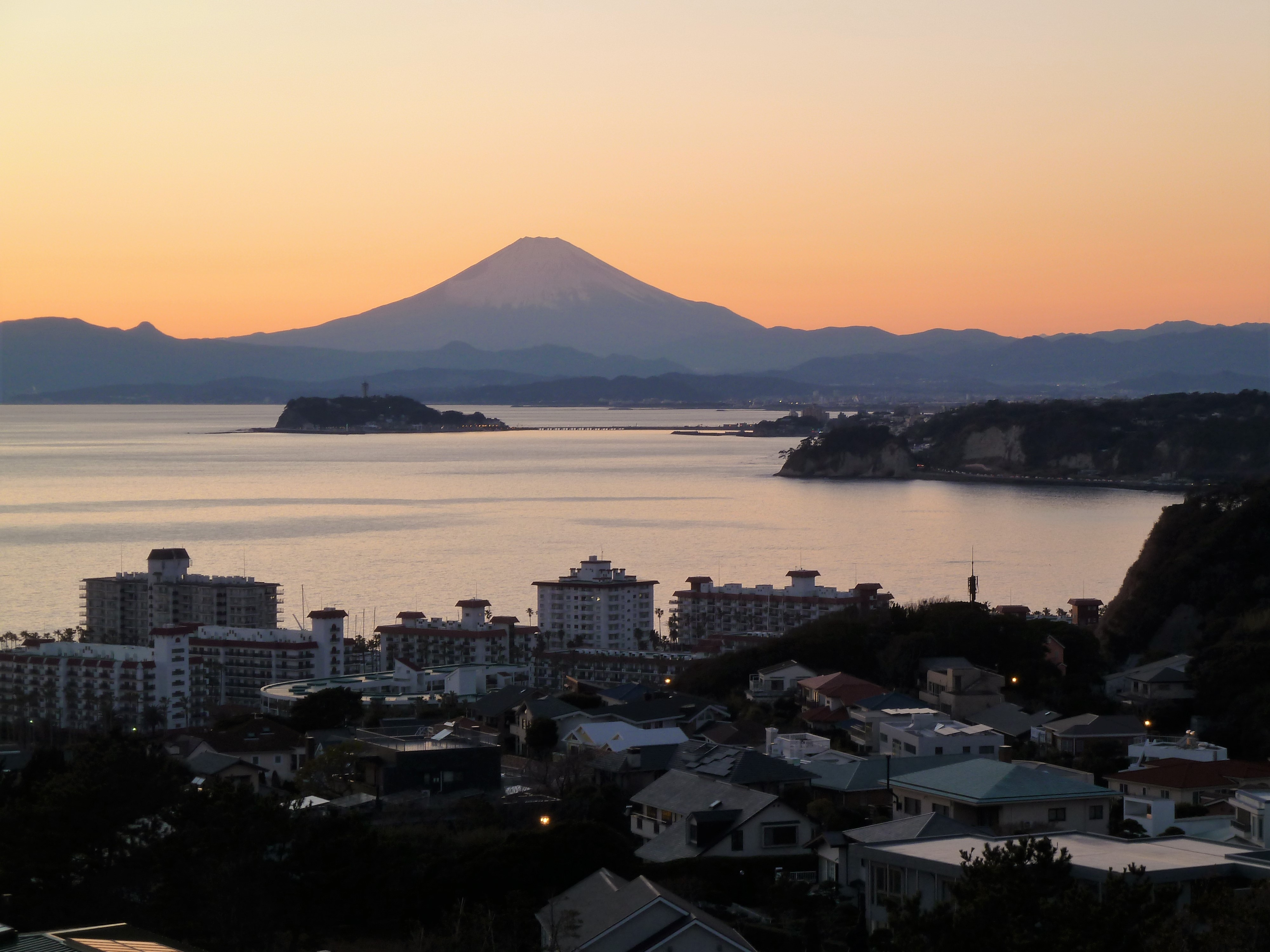
展望台からの夕景